# Fermentacija (hrana)
Fermentacija hrane je jedan od najstarijih i najvažnijih tehnoloških postupaka konzerviranja namirnica. To je kompleksna transformacija organskih namirnica uz katalitičku aktivnost enzima mikroorganizama tokom koje nastaju nove namirnice (alkohol, mlečna kiselina, sirće, vitamini, arome) i sl. Namirnice služe kao dobra podloga za razvoj mikroorganizama vrenja, a plod njihovog razvoja i delovanja je fermentirani proizvod visoke biološke vrednosti. Miris fermentiranog proizvoda je svojstven za pojedinu namirnicu, a ukus prijatno kiselkast, blago paleći ili čak ljut. Za razliku od prirodnog zrenja, kod fermentacije se dodaju čiste kulture mikroorganizama pa je proces u pravilu kontrolisan.

## Fermentacija mleka
Fermentacija mleka podrazumeva dva paralelna procesa. Jedan je prevođenje laktoze u mlečnu kiselinu ili u druge proizvode, a drugi je koagulisanje proteina i formiranje strukture fermentisanog proizvoda. Zavisno od toga kako se izvode ovi procesi dobijaju se različiti fermentisani proizvodi: jogurt, kiselo mleko, kisela pavlaka, kefir, acidofilno mleko, kumis, sir i dr.

## Jogurt
Proizvodnja jogurta potiče iz zemalja Mediterana. Ovo mleko se najčešće naziva kiselo mleko ili po turskom nazivu jogurt. Nastaje fermentacijom mleka pokrenutom mikroorganizmima sa kratkim intubacionim procesom. Kratak inkubacioni postupak postignut je korišćenjem dva mikroorganizma koji imaju sposobnost sinergističkog delovanja: Lacidobacillus delbrueckii sub-sp. Bulgaricus i Streprococcus salivarius sub-sp. Termophilus. Svaki od ovih mikroorganizama, pojedinačno fermentiše tečno mleko do formiranja koaguluma za više od 8 sati, a zajedno za 2,5-3 sata. Sinergizam se sastoji u tome što laktobacili u početku svojom proteolitičkom funkcijom omogućavaju potrebe aminokiseline streptokokama, a streptokoke stvaranjem mlečne kiseline stvaraju uslove za brže razmnožavanje laktobacila. Odnos u stater kulturi mora biti 1:1 ili 2:1 u korist streptokoka, ali nikako u korist laktobacila. Ako je mleko dobro pripremljeno i standardizovano, fermentacijom laktoze pod uticajem mikroorganizama stvara se mlečna kiselina koja omogućava drugi proces, odnosno koagulaciju proteina i formiranje stabilnog gela. 
Fermentacioni procesi se obavljaju na temperaturi od 42-440C, što su optimalne temperature za razmnožavanje ovih termofilnih mikroorganizama. Po koagulaciji proteina fermentacioni procesi se moraju zaustaviti, što se postiže rashlađivanjem do temperatura ispod 150C. U razvoju industrijske tehnologije za proizvodnju jogurta tehnološki procesi se kombinuju sa ciljem da se na kraju dobije pihtijast proizvod poznat kao čvrsti jogurt ili kiselo mleko. Tečni jogurt se dobija tako što se mleko po završenoj fermentaciji i koagulaciji tokom procesa rashlađivanja, pri temperaturi od 300C, meša i pri tome se razbija u tečniju fazu, a potom se razliva u ambalažne jedinice i hladi. Pri proizvodnji čvrstog jogurta mleko se po dodavanju starter kultura razliva u ambalažne jedinice i stavlja na fermentaciju pri temperaturi inkubacije. Po završenoj fermentaciji rashlađivanjem se zaustavljaju procesi fermentacije i zadržavaju organoleptičke osobine nastalog proizvoda. I jedan i drugi proizvod se u daljem postupku nalaze na hladnom lancu pri +4-8C, jer samo tako mogu da zadrže formirane osobine.